# Alphonse Bilung
Alphonse Bilung SVD (ur. 5 czerwca 1933 w Kusumdegi, zm. 11 listopada 2022) – indyjski duchowny katolicki, w latach 1979 - 2009 biskup Rourkeli.

## Życiorys
Święcenia kapłańskie otrzymał 3 października 1961.

## Episkopat
4 lipca 1979 został mianowany biskupem diecezji Rourkela. Sakry biskupiej udzielił mu 3 listopada tego samego roku biskup Kuttack-Bhubanesvar - Henry Sebastian D’Souza. 2 kwietnia 2009 przeszedł na emeryturę.